# Navarrevisca
Navarrevisca – gmina w Hiszpanii, w prowincji Ávila, w Kastylii i León, o powierzchni 39,99 km². W 2011 roku gmina liczyła 312 mieszkańców.